# مقاطعة ويلسون (كارولاينا الشمالية)
مقاطعة ويلسون (بالإنجليزية: Wilson County)‏ هي إحدى مقاطعات ولاية كارولاينا الشمالية في الولايات المتحدة الأمريكية. مركز المقاطعة أو مقعدها هي مدينة ويلسون. تأسست هذه المقاطعة سنة 1855.أصل هذه المقاطعة يأتي من: مقاطعة إيجكوم، مقاطعة جونستون، مقاطعة ناش, و[[مقاطعة وين، كارولاينا الشمالية.